# Thứ tự toàn phần
Trong toán học, thứ tự toàn phần hay thứ tự tuyến tính là thứ tự riêng phần mà mọi hai phần tử đều so sánh được với nhau. Nghĩa là, nó là quan hệ hai ngôi {\displaystyle \leq } trên tập hợp {\displaystyle X} thoả mãn các điều kiện sau với mọi {\displaystyle a,b} và {\displaystyle c} thuộc {\displaystyle X}:
1. {\displaystyle a\leq a} (phản xạ).
2. Nếu {\displaystyle a\leq b} và {\displaystyle b\leq c} thì {\displaystyle a\leq c} (bắc cầu).
3. Nếu {\displaystyle a\leq b} và {\displaystyle b\leq a} thì {\displaystyle a=b} (phản đối xứng).
4. {\displaystyle a\leq b} hay {\displaystyle b\leq a} (liên thông mạnh, hay còn gọi là tính toàn phần).

Tính phản xạ (1.) sẽ suy ra ngay từ tính chất (4.), nhưng vẫn thường được viết rõ ra bởi nhiều tác giả để chỉ mối quan hệ với thứ tự riêng phần.
Tập hợp đi cùng thứ tự toàn phần được gọi là tập sắp (có) thứ tự toàn phần; thuật ngữ tập sắp thứ tự đơn lẻ, tập sắp thứ tự tuyến tính, hay loset cũng được dùng tuỳ thuộc vào tác giả. Thuật ngữ xích  thường nhắc đến tập con sắp thứ tự toàn phần của tập sắp thứ tự một phần.
Mở rộng của thứ tự riêng phần cho trước thành thứ tự toàn phần được gọi là mở rộng tuyến tính của thứ tự riêng phần đó.

## Thứ tự toàn phần nghiêm ngặt và không nghiêm ngặt
Thứ tự toàn phần nghiêm ngặt trên tập hợp {\displaystyle X} là thứ tự riêng phần nghiêm ngặt trên tập {\displaystyle X} trong đó mọi hai phần tử phân biệt đều so sánh được với nhau. Nghĩa là, thứ tự toàn phần là quan hệ ngôi {\displaystyle <} trên tập hợp {\displaystyle X}, thoả mãn các điều kiện sau với mọi {\displaystyle a,b} và {\displaystyle c} thuộc {\displaystyle X}:
1. Không {\displaystyle a<a} (hoàn toàn không phản xạ).
2. Nếu {\displaystyle a<b} thì không {\displaystyle b<a} (bất đối xứng).
3. Nếu {\displaystyle a<b} và {\displaystyle b<c} thì {\displaystyle a<c} (bắc cầu).
4. Nếu {\displaystyle a\neq b}, thì {\displaystyle a<b} hoặc {\displaystyle b<a} (Tính liên thông).

Tính bất đối xứng suy ra từ tính bắc cầu và tính hoàn toàn không phản xạ; Ngược lại, tính hoàn toàn không phản xạ thu về được từ tính bất đối xứng.
Mỗi thứ tự toàn phần (không nghiêm ngặt) {\displaystyle \leq } có thứ tự toàn phần nghiêm ngặt tương ứng {\displaystyle <}, được gọi là thứ tự nghiêm ngặt ứng với {\displaystyle \leq }, có thể định nghĩa theo một trong hai cách tương đương sau:
- {\displaystyle a<b} nếu {\displaystyle a\leq b} và {\displaystyle a\neq b} (rút gọn phản xạ).
- {\displaystyle a<b} nếu không {\displaystyle b\leq a} (tức là {\displaystyle <} là bù của quan hệ ngược của {\displaystyle \leq }).

Ngược lại, bao đóng phản xạ của thứ tự toàn phần nghiêm ngặt {\displaystyle <} là thứ tự toàn phần không nghiêm ngặt.

## Ví dụ
- Mọi tập con của tập sắp thứ tự toàn phần X là tập sắp thứ tự toàn phần do thu hẹp thứ tự trên X.
- Thứ tự duy nhất trên tập rỗng ∅, là thứ tự toàn phần.
- Tập các số đếm hoặc tập các số thứ tự, (và mạnh hơn, tập này có thứ tự tốt).
- Nếu X là tập hợp tuỳ ý và f là hàm đơn ánh từ X đến tập sắp thứ tự toàn phần, thì f cảm sinh thứ tự toàn phần trên X bằng cách định nghĩa x1 ≤ x2 khi và chỉ khi f(x1) ≤ f(x2).
- Thứ tự từ điển trên tích Đề-các của họ các tập sắp thứ tự toàn phần, và được sắp chỉ số theo thứ tự tốt, thì chính nó là thứ tự toàn phần.
- Tập các số thực được sắp theo thứ tự thông thường "nhỏ hơn hoặc bằng" (≤) hoặc "lớn hơn hoặc bằng" (≥) là tập sắp thứ tự toàn phần. Bởi mọi tập con của tập sắp thứ tự toàn phần cũng sắp thứ tự toàn phần, nên các tập như số tự nhiên, số nguyên và số hữu tỉ đều có thứ tự toàn phần. Mỗi tập này đều có thể chứng minh là "ví dụ ban đầu" duy nhất (xê xích đẳng cấu thứ tự) của tập thứ tự toàn phần cho một số tính chất, (ở đây, thứ tự toàn phần A là ban đầu cho một tính chất nếu như B có tính chất đó thì có đẳng cấu thứ tự từ A sang tập con của B):[9][cần dẫn nguồn]
  - Tập các số tự nhiên lập thành tập sắp thứ tự toàn phần ban đầu không có cận trên.
  - Tập các số nguyên lập thành tập sắp thứ tự toàn phần ban đầu không có cận trên hay cận dưới.
  - Tập các số hữu tỉ lập thành tập sắp thứ tự toàn phần ban đầu có tính trù mật trong các số thực. Hơn nữa, rút gọn phản xạ < là thứ tự trù mật trên các số hữu tỉ.
  - Tập các số thực lập thành tập sắp thứ tự toàn phần ban đầu có tính liên thông trong tô pô thứ tự (định nghĩa bên dưới).
- Các trường được sắp có thứ tự toàn phần theo định nghĩa. Chúng bao gồm cả số thực và số hữu tỉ. Mọi trường được sắp đều chứa trường con đẳng cấu với tập các số hữu tỉ. Bất kỳ trường được sắp có tính đầy đủ-Dedekind thì đẳng cấu với các số thực.
- Tập các chữ cái trong bảng chữ cái sắp xếp theo thứ tự từ điển, tức A < B < C là tập sắp thứ tự toàn phần.

## Xích
Thuật ngữ xích đôi khi được dùng cho tập sắp thứ tự toàn phần, nhưng nó thường dùng để nhắc đến tập con sắp thứ tự toàn phần của tập sắp thứ tự riêng phần. Thường thì tập sắp thứ tự riêng phần đó là tập các tập con của một tập hợp cho trước và được xếp thứ tự theo bao hàm, và từ xích được dùng để mô tả một số tính chất đặc biệt của tập các tập con sắp thứ tự toàn phần.
Một ví dụ thường dùng của xích khi nhắc đến tập con sắp thứ tự toàn phần là bổ đề Zorn, bổ đề này phát biểu rằng nếu mọi xích trong tập sắp thứ tự riêng phần X có cận trên thuộc X, thì X chứa ít nhất một phần tử tối đại. Bổ đề Zorn thường được dùng khi X là tập của các tập con; trong trường hợp này, cận trên thu được bằng cách chứng minh hợp của các phần tử của xích trong X cũng nằm trong X. Đây là cách thường dùng để chứng minh một không gian vectơ có cơ sở Hamel và chứng minh vành có ideal tối đại.
Trong một số ngữ cảnh, các xích được coi là đẳng cấu thứ tự với các số tự nhiên đi kèm thứ tự thông thường (hoặc thứ tự ngược của nó. Khi đó, ta có thể đồng nhất xích với một dãy đơn điệu, và gọi nó là xích tăng dần hoặc xích giảm dần tương ứng với tính đơn điệu của dãy số
Tập sắp thứ tự riêng phần thoả mãn điều kiện xích giảm dần nếu mọi xích giảm dần tự ổn định (nghĩa là khi vượt qua một chỉ số nào đó, tất cả các phần tử tiếp theo trong dãy đều bằng nhau). Lấy ví dụ, thứ tự được gọi là lập tốt nếu nó có điều kiện xích giảm dần. Tương tự như vậy, điều kiện xích tăng dần nghĩa là mọi xích tăng dần sẽ tự ổn định. Ví dụ, vành Noether là vành có các ideal thoả mãn điều kiện xích tăng dần.
Trong các ngữ cảnh khác, chỉ có xích là tập hợp hữu hạn mới được xét. Trong trường hợp này, ta gọi nó là xích hữu hạn, hoặc gọn ngắn đi là xích. Khi đó, độ dài của xích là số bất đẳng thức (hay số bao hàm) giữa các phần tử liên tiếp trong xích. Bởi chỉ có xích là tập hợp hữu hạn được xét, nên độ dài bằng số các phần tử trong xích trừ đi một. Do đó tập đơn điểm là xích có độ dài không, và cặp được sắp là xích có độ dài một. Chiều của không gian thường được định nghĩa là độ dài cực đại của xích của các không con. Ví dụ chẳng hạn, chiều của không gian vectơ là độ dài cực đại của xích của các không gian con tuyến tính và số chiều Krull của vành giao hoán là độ dài cực đại của xích các ideal nguyên tố.
Từ "xích" cũng có thể dùng cho tập sắp thứ tự toàn phần của các cấu trúc toán học khác không nhất thiết phải là tập sắp thứ tự riêng phần. Một ví dụ là xích chính quy của các đa thức và một ví dụ khác là việc coi xích là chuỗi các bước trong một đồ thị.

## Khái niệm mở rộng

### Lý thuyết dàn
Ta có thể định nghĩa thứ tự toàn phần theo dàn như sau
{\displaystyle \{a\vee b,a\wedge b\}=\{a,b\}} for all a, b.
Ta viết a ≤ b khi và chỉ khi {\displaystyle a=a\wedge b}. Do đó tập sắp thứ tự toàn phần là dàn phân phối.

### Lý thuyết phạm trù
Tập sắp thứ tự toàn phần lập thành phạm trù con đủ (full subcategory) của phạm trù của các tập hợp sắp thứ tự riêng phần, trong đó cấu xạ là các ánh xạ bảo toàn thứ tự, tức là ánh xạ f sao cho nếu  a ≤ b thì f(a) ≤ f(b).
Song ánh giữa hai tập sắp thứ tự toàn phần mà bảo toàn thứ tự thì được gọi là đẳng cấu trong phạm trù này.

### Tô pô thứ tự
Cho bất kỳ tập hợp sắp thứ tự toàn phần X, ta có thể định nghĩa các khoảng mở (a, b) = {x : a < x và x < b}, (−∞, b) = {x : x < b}, (a, ∞) = {x : a < x} và (−∞, ∞) = X.  Ta có thể dùng các khoảng mở này để định nghĩa tô pô trên bất kỳ được sắp, hình thành nên tô pô thứ tự.
Khi có nhiều hơn một thứ tự được dùng trên cùng một tập hợp, ta cần nói rõ về tô pô thứ tự được cảm sinh bởi thứ tự nào. Ví dụ chẳng hạn, nếu N là tập các số tự nhiên, < là nhỏ hơn và > là lớn hơn, thì ta sẽ nhắc tới tô pô thứ tự trên N cảm sinh bởi < và tô pô thứ tự trên N cảm sinh bởi > (trong trường hợp này chúng là một, nhưng trong tổng quát thì sẽ không luôn như thế).
Tô pô thứ tự cảm sinh bởi thứ tự toàn phần có thể chứng minh là không gian chuẩn tắc.

### Tính đầy đủ
Tập sắp thứ tự toàn phần được gọi là đầy đủ nếu mọi tập con không rỗng có cận trên thì sẽ có cận trên nhỏ nhất. Ví dụ chẳng hạn, tập các số thực R đầy đủ nhưng tập các số hữu tỉ Q thì không. Bên cạnh đó, một số khái niệm của tính đầy đủ không còn đúng khi bị thu hẹp tập hợp. Ví dụ chẳng hạn, trên tập các số thực có một tính chất của quan hệ ≤ là mọi tập con không rỗng S của R có cận trên thuộc R sẽ có cận trên nhỏ nhất (hay còn gọi là supremum) thuộc R. Tuy nhiên đối với số hữu tỉ, giá trị supremum không nhất phải là số hữu tỉ, do đó tính chất này không còn đúng khi thu hẹp quan hệ ≤ về các số hữu tỉ.
Có một số kết quả liên hệ tính chất của tô pô thứ tự với tính đầy đủ của X:
- Nếu tô pô thứ tự trên X có tính liên thông, thì X đầy đủ.
- X liên thông dưới tô pô thứ tự khi và chỉ khi nó đầy đủ và không có khe hở (gap) nào trong X (khe hở tức là cho hai điểm a và b thuộc X với a < b thì không tồn tại c thoả mãn a < c < b.)
- X đầy đủ khi và chỉ khi mọi tập bị chặn và đóng dưới tô pô thứ tự có tính compact.

Tập sắp thứ tự toàn phần (cùng với tô pô thứ tự của nó) là dàn đầy đủ và compact. Các ví dụ bao gồm khoảng đóng của các số thực (chẳng hạn như khoảng đơn vị [0,1]) và đường số thực mở rộng. Có các phép đồng phôi bảo toàn thứ tự giữa các ví dụ này.

### Tổng của các thứ tự
Cho bất kỳ hai thứ tự toàn phần không giao nhau {\displaystyle (A_{1},\leq _{1})} và {\displaystyle (A_{2},\leq _{2})}, có thứ tự tự nhiên {\displaystyle \leq _{+}} trên tập {\displaystyle A_{1}\cup A_{2}}, được gọi là tổng của hai thứ tự và đôi khi được ký ký hiệu là {\displaystyle A_{1}+A_{2}}: 
Cho {\displaystyle x,y\in A_{1}\cup A_{2}}, {\displaystyle x\leq _{+}y} đúng khi và chỉ khi một trong ba điều kiện sau được thoả mãn:
1. {\displaystyle x,y\in A_{1}} và {\displaystyle x\leq _{1}y}
2. {\displaystyle x,y\in A_{2}} và {\displaystyle x\leq _{2}y}
3. {\displaystyle x\in A_{1}} và {\displaystyle y\in A_{2}}

Theo trực giác, có nghĩa là các phần tử của tập thứ hai nằm trên các phần tử của tập thứ nhất.
Tổng quát hơn, nếu {\displaystyle (I,\leq )} là tập chỉ số sắp thứ tự toàn phần, và với mỗi {\displaystyle i\in I}, cấu trúc {\displaystyle (A_{i},\leq _{i})} có thứ tự tuyến tính, và các {\displaystyle A_{i}} không giao nhau đôi nhau, thì thứ tự toàn phần tự nhiên trên {\displaystyle \bigcup _{i}A_{i}} được định nghĩa bởi
Cho {\displaystyle x,y\in \bigcup _{i\in I}A_{i}}, {\displaystyle x\leq y} đúng khi: 
1. Tồn tại {\displaystyle i\in I} với {\displaystyle x\leq _{i}y}
2. hoặc tồn tại {\displaystyle i<j} thuộc {\displaystyle I} với {\displaystyle x\in A_{i}},  {\displaystyle y\in A_{j}}

### Tính quyết định được
Lý thuyết logic bậc nhất của các thứ tự toàn phần có tính quyết định được, tức là có thuật toán quyết định xem liệu một mệnh đề bậc nhất có đúng cho mọi thứ tự toàn phần. Sử dụng tính dẫn xuất được trong S2S, lý thuyết monadic bậc hai của các thứ tự toàn phần đếm được cũng quyết định được.

## Tích Đề-các của các thứ tự toàn phần
Theo sức tăng dần (tức là giảm dần số cặp đi), ba trong số các thứ tự khả thi trên tích Đề-các của hai tập sắp thứ tự toàn phần là:
- Thứ tự từ điển: (a,b) ≤ (c,d) khi và chỉ khi a < c hoặc (a = c và b ≤ d). Đây là thứ tự toàn phần.
- (a,b) ≤ (c,d) khi và chỉ khi a ≤ c và b ≤ d (gọi là thứ tự tích). Đây là thứ tự riêng phần.
- (a,b) ≤ (c,d) khi và chỉ khi (a < c và b < d) hoặc (a = c và b = d) (là bao đóng phản xạ của tích trực tiếp của hai thứ tự toàn phần nghiêm ngặt tương ứng). Đây cũng là thứ tự riêng phần.

Cả ba cái này đều có thể định nghĩa cho tích Đề-các của nhiều hơn hai tập hợp.
Khi áp dụng với không gian vectơ Rn, mỗi trong số này sẽ biến không gian thành không gian vectơ được sắp.
Hàm thực n biến định nghĩa trên tập con của Rn sẽ đồng thời định nghĩa thứ tự yếu nghiêm ngặt và tiền thứ tự toàn phần tương ứng trên tập con đó.

## Số các quan hệ thứ tự toàn phần
Số các quan hệ thứ tự toàn phần trên tập chứa n phần tử nằm trong dãy số sau (dãy số A000142 trong bảng OEIS)
| Số phần tử | Bất kì  | Bắc cầu | Phản xạ | Đối xứng  | Tiền thứ tự | Thứ tự bộ phận | Tiền thứ tự toàn phần                | Thứ tự toàn phần | Quan hệ tương đương                |
| ---------- | ------- | ------- | ------- | --------- | ----------- | -------------- | ------------------------------------ | ---------------- | ---------------------------------- |
| 0          | 1       | 1       | 1       | 1         | 1           | 1              | 1                                    | 1                | 1                                  |
| 1          | 2       | 2       | 1       | 2         | 1           | 1              | 1                                    | 1                | 1                                  |
| 2          | 16      | 13      | 4       | 8         | 4           | 3              | 3                                    | 2                | 2                                  |
| 3          | 512     | 171     | 64      | 64        | 29          | 19             | 13                                   | 6                | 5                                  |
| 4          | 65536   | 3994    | 4096    | 1024      | 355         | 219            | 75                                   | 24               | 15                                 |
| n          | 2n2     |         | 2n2−n   | 2n(n+1)/2 |             |                | {\textstyle \sum _{k=0}^{n}k!S(n,k)} | n!               | {\textstyle \sum _{k=0}^{n}S(n,k)} |
| OEIS       | A002416 | A006905 | A053763 | A006125   | A000798     | A001035        | A000670                              | A000142          | A000110                            |

Trong đó S(n, k) là số Stirling loại thứ hai.

## Các cấu trúc có liên quan
| \| \| Đối xứng \| Phản đối xứng \| Toàn phần \| Lập tốt \| Có nối \| Có gặp \| \| Quan hệ tương đương \| ✓ \| ✗ \| ✗ \| ✗ \| ✗ \| ✗ \| \| Tiền thứ tự (giả thứ tự) \| ✗ \| ✗ \| ✗ \| ✗ \| ✗ \| ✗ \| \| Thứ tự riêng phần \| ✗ \| ✓ \| ✗ \| ✗ \| ✗ \| ✗ \| \| Tiền thứ tự toàn phần \| ✗ \| ✗ \| ✓ \| ✗ \| ✗ \| ✗ \| \| Thứ tự toàn phần \| ✗ \| ✓ \| ✓ \| ✗ \| ✗ \| ✗ \| \| Tiền thứ tự tốt \| ✗ \| ✗ \| ✓ \| ✓ \| ✗ \| ✗ \| \| Giả thứ tự tốt \| ✗ \| ✗ \| ✗ \| ✓ \| ✗ \| ✗ \| \| Thứ tự tốt \| ✗ \| ✓ \| ✓ \| ✓ \| ✗ \| ✗ \| \| Dàn \| ✗ \| ✓ \| ✗ \| ✗ \| ✓ \| ✓ \| \| Nửa dàn có nối \| ✗ \| ✓ \| ✗ \| ✗ \| ✓ \| ✗ \| \| Nửa dàn có gặp \| ✗ \| ✓ \| ✗ \| ✗ \| ✗ \| ✓ \| |          |               |           |         |        |        |
| Dấu "✓" chỉ tính chất trong cột đó cần phải có trong định nghĩa của hàng đó. Ví dụ, định nghĩa của quan hệ tương đương buộc nó phải có tính đối xứng. Tất cả định nghĩa đều yêu cầu tính bắc cầu và tính phản xạ. |          |               |           |         |        |        |
| | Đối xứng | Phản đối xứng | Toàn phần | Lập tốt | Có nối | Có gặp |
| Quan hệ tương đương | ✓        | ✗             | ✗         | ✗       | ✗      | ✗      |
| Tiền thứ tự (giả thứ tự) | ✗        | ✗             | ✗         | ✗       | ✗      | ✗      |
| Thứ tự riêng phần | ✗        | ✓             | ✗         | ✗       | ✗      | ✗      |
| Tiền thứ tự toàn phần | ✗        | ✗             | ✓         | ✗       | ✗      | ✗      |
| Thứ tự toàn phần | ✗        | ✓             | ✓         | ✗       | ✗      | ✗      |
| Tiền thứ tự tốt | ✗        | ✗             | ✓         | ✓       | ✗      | ✗      |
| Giả thứ tự tốt | ✗        | ✗             | ✗         | ✓       | ✗      | ✗      |
| Thứ tự tốt | ✗        | ✓             | ✓         | ✓       | ✗      | ✗      |
| Dàn | ✗        | ✓             | ✗         | ✗       | ✓      | ✓      |
| Nửa dàn có nối | ✗        | ✓             | ✗         | ✗       | ✓      | ✗      |
| Nửa dàn có gặp | ✗        | ✓             | ✗         | ✗       | ✗      | ✓      |

Quan hệ hai ngôi có tính phản đối xứng, bắc cầu và phản xạ (nhưng không nhất thiết phải toàn phần) là quan hệ thứ tự riêng phần.
Nhóm khi đi kèm thứ tự toàn phần thì được gọi là nhóm sắp thứ tự toàn phần.